# Villaverde de Íscar
Villaverde de Íscar é um município da Espanha na província de Segóvia, comunidade autónoma de Castela e Leão, de área 27,94 km² com população de 687 habitantes (2004) e densidade populacional de 24,59 hab/km².

## Demografia
| Variação demográfica do município entre 1991 e 2004 | Variação demográfica do município entre 1991 e 2004 | Variação demográfica do município entre 1991 e 2004 | Variação demográfica do município entre 1991 e 2004 |
| --------------------------------------------------- | --------------------------------------------------- | --------------------------------------------------- | --------------------------------------------------- |
| 1991                                                | 1996                                                | 2001                                                | 2004                                                |
| 781                                                 | 763                                                 | 704                                                 | 687                                                 |